# الخزنة، البتراء (لوحة)
الخزنة، البتراء هي لوحة زيتية لعام 1874 لفنان المناظر الطبيعية الأمريكية فريتز إدوين تشرتش. إنها رسم لمعبد الخزنة في مدينة البتراء التاريخية بالأردن، والذي زارها تشرتش خلال رحلة ممتدة إلى الشرق الأوسط وأوروبا في عامي 1867 و1868. وزار المقبرة مع المبشر الأمريكي د. ستيوارت دودج في فبراير 1868 وقدم اسكتشات هناك. تقع اللوحة في أولانا ستايت التاريخية، المنزل المحفوظ حيث عاش تشرتش في سنواته الأخيرة. وقد يكون آخر قماش رسمه بالكامل بيده اليمنى، بسبب تفاقم التهاب المفاصل الروماتويدي.
يتم نحت الضريح من الحجر الرملي وفي ذلك الوقت كان يمكن الوصول إليه فقط من خلال الممر المصور، والذي يطلق عليه اسم السيق. ألّف تشرتش اللوحة كما لو كان قد أوضح المعبد أولاً؛ فلقد وضعه مع الصخرة المظلمة بطريقة غير تقليدية في ذلك الوقت. وجد تشرش أن الموقع «مذهل» وكتب في مذكراته عن «معبد جميل... يلمع كما لو كان بضوءه الداخلي»، الذي وصفه بلون سمك السلمون. يختلف التكوين عن اللوحات التي جعلت الكنيسة مشهورة؛ لا توجد رؤية بانورامية، ولا نقل لـ «الكل الأكبر»، والشعور القليل من العمق. يحتوي الممر الضيق على تيار يمتد من خلاله، والشخصان البدويان في اليسار، بالكاد يمكن تمييزهما، يُعطيان إحساسًا بالحجم.

## المعرض

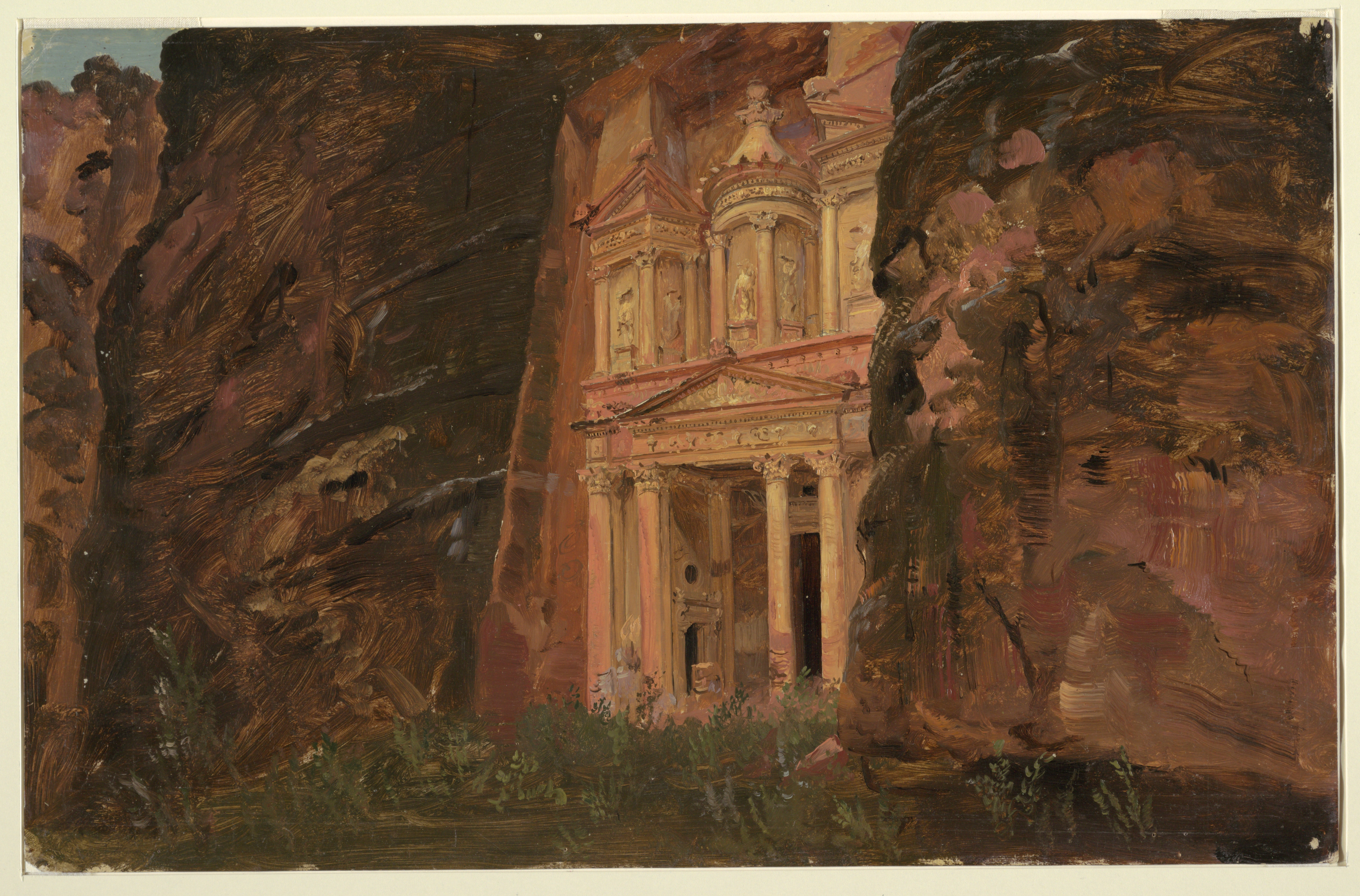
دراسة النفط ، 1868
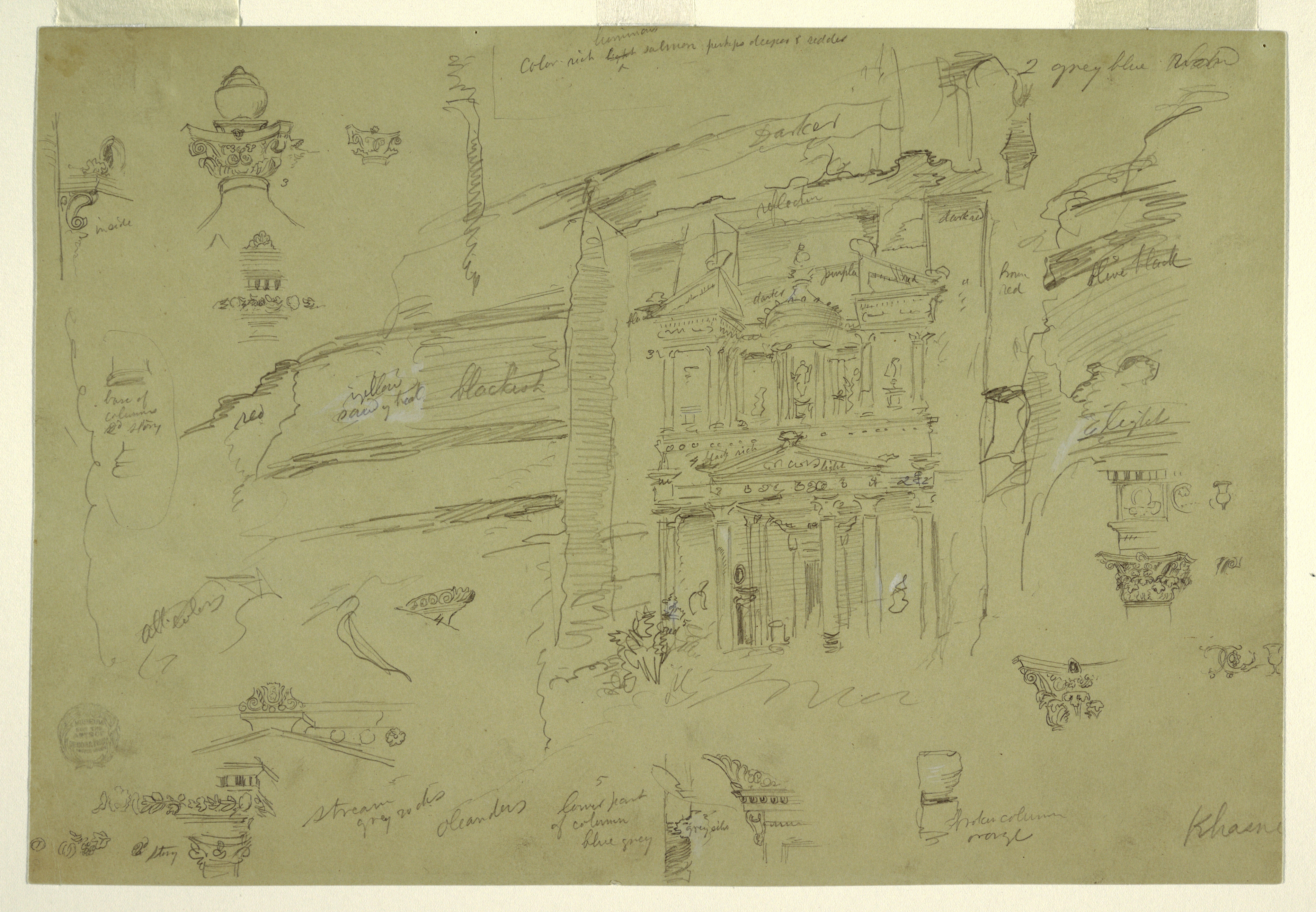
رسم تخطيطي للتفاصيل المعمارية، ١٨٦٨
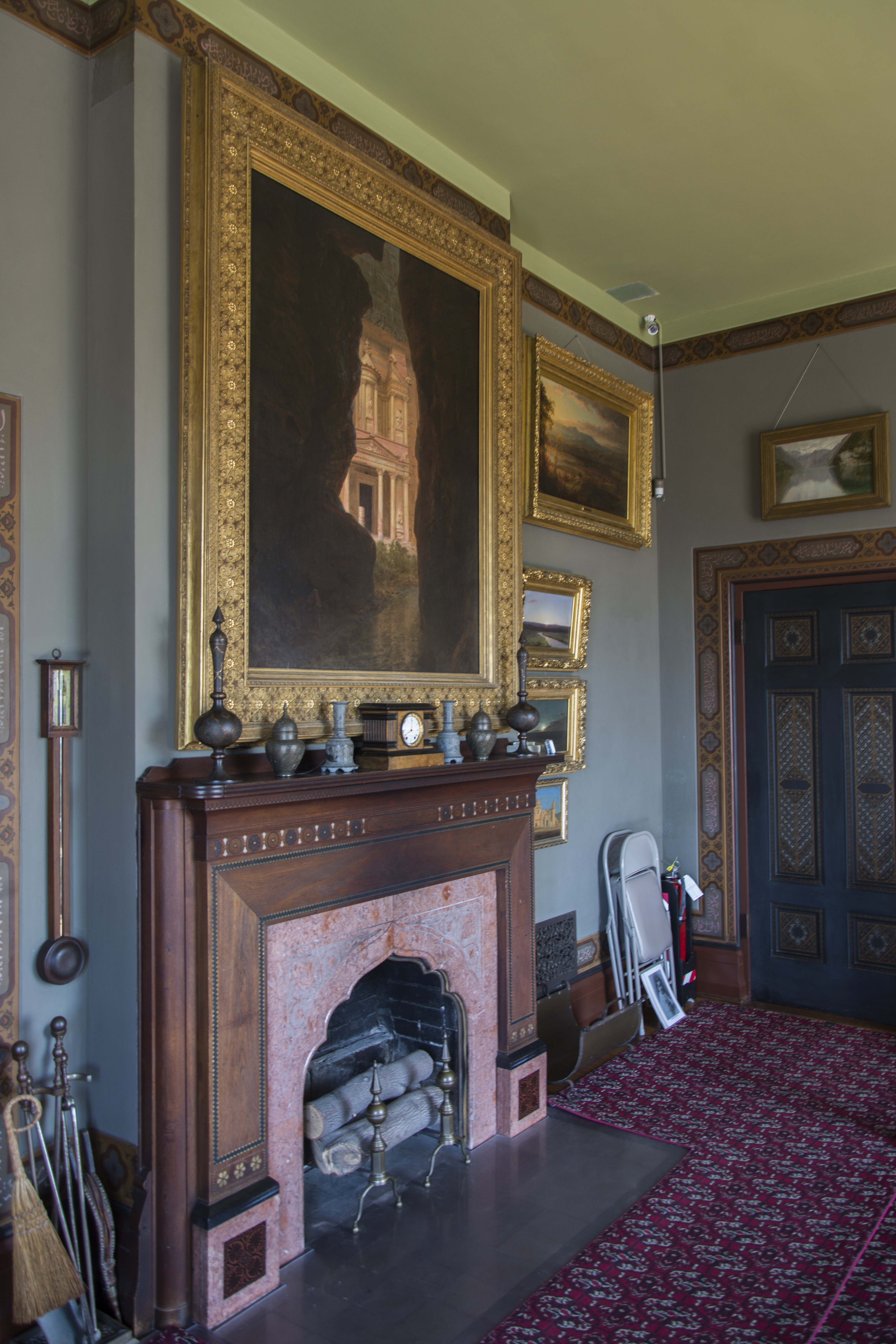
اللوحة في الموقع في منزل كنيسة أولانا ، الآن موقع تاريخي
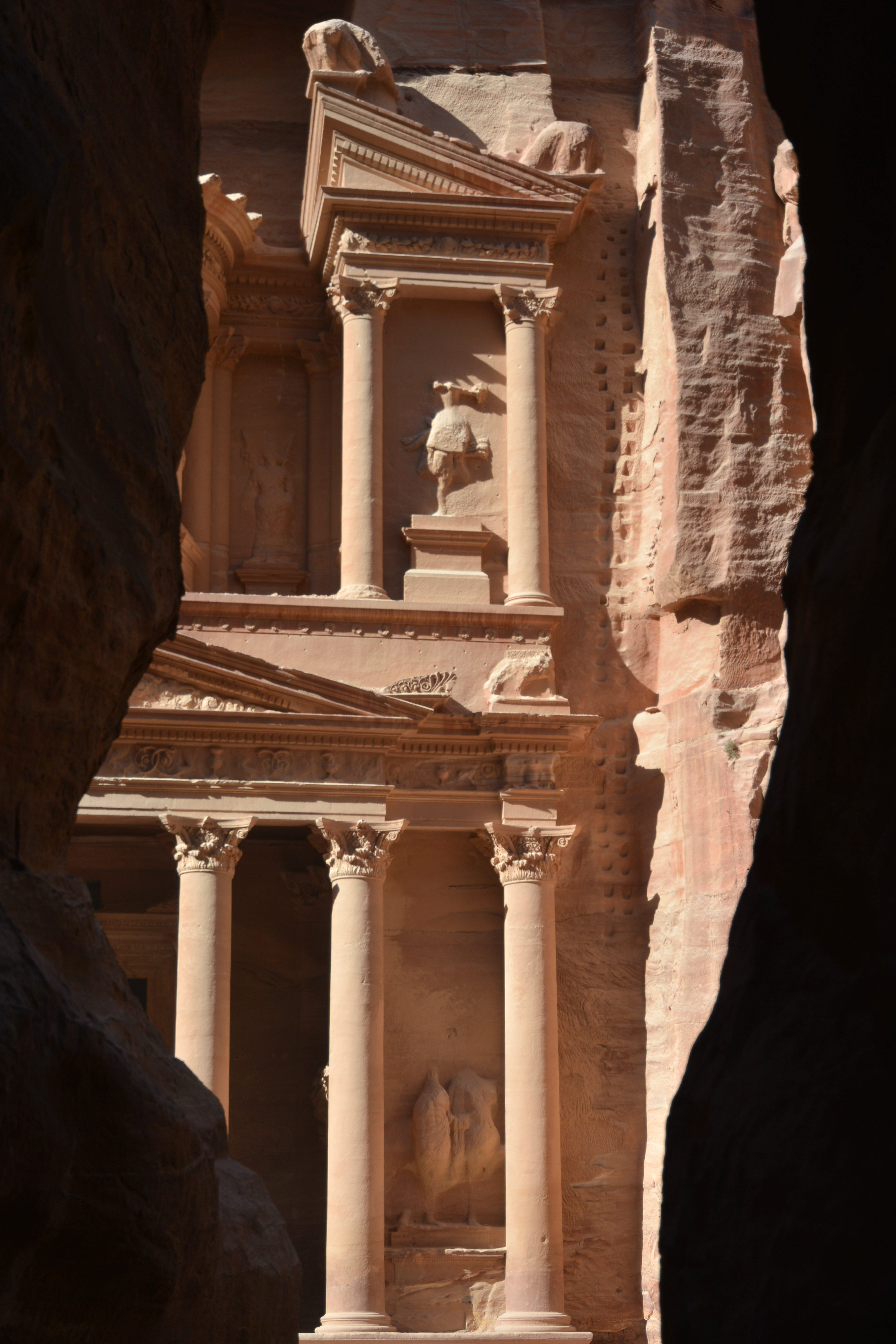
صورة إطلالة اللوحة